# Житомирська обласна універсальна наукова бібліотека імені Олега Ольжича
Жито́мирська обласна́ універса́льна науко́ва бібліоте́ка і́мені Оле́га О́льжича — найбільша наукова універсальна бібліотека Житомирської області. 

## Історія
Відкрита як публічна бібліотека 10 квітня 1866 року у Житомирі, майже одночасно з Київською і Кам'янець-Подільською. Названа на честь Олега Ольжича.
В 1937 році при утворенні Житомирської області бібліотека отримала статус обласної і з того часу стала інформаційно-методичним та координаційним центром з питань бібліотекознавства і бібліографії для бібліотек усіх систем і відомств області.
В 1978 році для бібліотеки збудовано за типовим проектом спеціалізоване приміщення в центрі міста.
Майже одночасно з відкриттям бібліотеки, при ній було створено музей, зараз — Житомирський обласний краєзнавчий музей. Послугами Житомирської бібліотеки у різні часи користувалися Михайло Коцюбинський, Олександр Купрін, Саша Чорний, Олександр Довженко, Іван Кочерга, Григорій Мачтет, Лев Нікулін, Василь Земляк, Борис Тен тощо.